# Pallacanestro Reggiana 2019-2020
Questa voce raccoglie le informazioni riguardanti la Pallacanestro Reggiana nelle competizioni ufficiali della stagione 2019-2020.

## Stagione
La stagione 2019-2020 della Pallacanestro Reggiana sponsorizzata Grissin Bon, è la 22ª nel massimo campionato italiano di pallacanestro, la Serie A.
Per la composizione del roster si decise di confermare la formula con 6 giocatori stranieri senza vincoli.

## Roster
Aggiornato al 12 agosto 2019.
| Grissin Bon Reggio Emilia 2019-20 | Grissin Bon Reggio Emilia 2019-20 |
| Giocatori                         | Staff tecnico                     |
| --------------------------------- | --------------------------------- |

| N. | Naz.                                    | Ruolo | Nome                | Anno | Alt.   | Peso   |  |
| -- | --------------------------------------- | ----- | ------------------- | ---- | ------ | ------ |  |
| 1  | Stati Uniti (bandiera)                  | PG    | Darius Johnson-Odom | 1989 | 187 cm | 98 kg  |  |
| 2  | Stati Uniti (bandiera)                  | P     | Will Cherry         | 1991 | 185 cm | 80 kg  |  |
| 3  | Italia (bandiera)                       | AP    | Simone Fontecchio   | 1995 | 203 cm | 95 kg  |  |
| 5  | Stati Uniti (bandiera)                  | C     | Dererk Pardon       | 1996 | 203 cm | 106 kg |  |
| 7  | Italia (bandiera)                       | P     | Leonardo Candi      | 1997 | 190 cm | 86 kg  |  |
| 8  | Italia (bandiera)                       | P     | Giuseppe Poeta (C)  | 1985 | 190 cm | 82 kg  |  |
| 9  | Ungheria (bandiera)                     | G     | Dávid Vojvoda       | 1990 | 196 cm | 93 kg  |  |
| 10 | Italia (bandiera)                       | C     | Luca Infante        | 1982 | 206 cm | 110 kg |  |
| 15 | Italia (bandiera)                       | P     | Jacopo Soviero      | 2001 | 190 cm | 82 kg  |  |
| 22 | Stati Uniti (bandiera)                  | C     | Josh Owens          | 1988 | 206 cm | 109 kg |  |
| 30 | Stati Uniti (bandiera)                  | AG    | Reggie Upshaw       | 1995 | 203 cm | 103 kg |  |
| 33 | Italia (bandiera)                       | PG    | Alessandro Cipolla  | 2000 | 195 cm | 94 kg  |  |
| 35 | Senegal (bandiera) · Italia (bandiera)  | AC    | Mouhamet Diouf      | 2001 | 206 cm | 105 kg |  |
| 99 | Israele (bandiera) · Polonia (bandiera) | P     | Gal Mekel           | 1988 | 191 cm | 87 kg  |  |
|    | Italia (bandiera)                       | G     | Marco Giannini      | 2001 | 190 cm |        |  |
|    | Italia (bandiera)                       | G     | Carlo Porfilio      | 2001 | 195 cm |        |  |

| Allenatore                                                                                      |
| - Maurizio Buscaglia                                                                            |
| Assistente/i                                                                                    |
| - Giuseppe Di Paolo - Federico Fucà Legenda - (C) Capitano - (IN) Inattivo - Infortunato Roster |

## Mercato

### Sessione estiva
| Acquisti | Acquisti           | Acquisti              | Acquisti      | Acquisti |
| R.a      | Nome               | da                    | Modalità      |          |
| -------- | ------------------ | --------------------- | ------------- | -------- |
| ALL      | Maurizio Buscaglia | Aquila Trento         | definitivo    |          |
| P        | Giuseppe Poeta     | Auxilium Torino       | definitivo    |          |
| C        | Luca Infante       | Eurobasket Roma       | definitivo    |          |
| PG       | Federico Bonacini  | N.P.C. Rieti          | fine prestito |          |
| AP       | Simone Fontecchio  | Olimpia Milano        | definitivo    |          |
| C        | Dererk Pardon      | Northwestern Wildcats | definitivo    |          |
| G        | Dávid Vojvoda      | Szolnoki Olaj         | definitivo    |          |
| AG       | Reggie Upshaw      | Andorra               | definitivo    |          |
| C        | Josh Owens         | H. Gerusalemme        | definitivo    |          |
| P        | Gal Mekel          | Zenit S. Pietroburgo  | definitivo    |          |

| Cessioni | Cessioni            | Cessioni               | Cessioni       | Cessioni |
| R.       | Nome                | a                      | Modalità       |          |
| -------- | ------------------- | ---------------------- | -------------- | -------- |
| ALL      | Stefano Pillastrini | Free agent             | fine contratto |          |
| AG       | Pablo Aguilar       | Canarias Tenerife      | fine contratto |          |
| A        | Niccolò De Vico     | Vanoli Cremona         | fine contratto |          |
| PG       | Federico Bonacini   | Trapani Shark          | prestito       |          |
| C        | Alessandro Vigori   | Pall. Mantovana        | prestito       |          |
| PG       | Federico Mussini    | V.L. Pesaro            | fine contratto |          |
| PG       | Michael Dixon       | Al-Ittihad Alessandria | fine contratto |          |
| AG       | Raphael Gaspardo    | N.B. Brindisi          | fine contratto |          |
| G        | Patrick Richard     | U Cluj                 | fine contratto |          |
| G        | Bryon Allen         | Zara                   | fine contratto |          |
| A        | Nicolò Dellosto     | Fortitudo Bologna      | fine contratto |          |
| P        | Pedro Llompart      | Alicante               | fine contratto |          |
| AC       | Darel Poirier       | Windy City Bulls       | fine contratto |          |
| C        | Riccardo Cervi      | Free agent             | fine contratto |          |
| C        | Benjamin Ortner     | Free agent             | fine contratto |          |

### Dopo l'inizio della stagione
| Acquisti | Acquisti    | Acquisti   | Acquisti        | Acquisti   |
| R.       | Nome        | da         | Data            | Modalità   |
| -------- | ----------- | ---------- | --------------- | ---------- |
| P        | Will Cherry | Olympiakos | 25 gennaio 2020 | definitivo |

| Cessioni | Cessioni      | Cessioni        | Cessioni        | Cessioni    |
| R.       | Nome          | a               | Data            | Modalità    |
| -------- | ------------- | --------------- | --------------- | ----------- |
| C        | Luca Infante  | Pall. Mantovana | 28 gennaio 2020 | rescissione |
| C        | Dererk Pardon | Free agent      | 3 marzo 2020    | rescissione |
| P        | Gal Mekel     | Málaga          | 5 marzo 2020    | rescissione |